# Lista de campeãs de duplas femininas da WWE
O WWE Women's Tag Team Championship (em português: Campeonato de Duplas Femininas da WWE) é um campeonato de duplas feminino de luta livre profissional criado e promovido pela promoção americana WWE. Anunciado em 24 de dezembro de 2018, é o único campeonato de duplas femininas na WWE, estando disponível para as duas principais marcas do plantel principal, Raw e SmackDown, além da marca de desenvolvimento, NXT. Originalmente, o título foi criado para estar disponível para todas as três marcas, mas deixou de aparecer no NXT após a criação do Campeonato de Duplas Femininas do NXT em 2021. Em junho de 2023, o Campeonato de Duplas Femininas da WWE voltou a estar disponível para o NXT depois que o Campeonato de Duplas Femininas do NXT foi unificado ao Campeonato de Duplas Femininas da WWE.
O campeonato é geralmente disputado em combates de wrestling profissional, nos quais os participantes realizam finais roteirizados, em vez de competirem diretamente. A equipe inaugural campeã foi Bayley e Sasha Banks, do Raw, que na época eram conhecidas como The Boss 'n' Hug Connection e conquistaram o título em uma luta Elimination Chamber de duplas no evento Elimination Chamber de 2019. Charlotte Flair e Alexa Bliss, do SmackDown, são as atuais campeãs em seu primeiro reinado como equipe, enquanto individualmente, é o segundo reinado de Flair e o quarto reinado de Bliss. Elas derrotaram The Judgment Day (Raquel Rodriguez e Roxanne Perez) na Noite 1 do SummerSlam, em 2 de agosto de 2025, em East Rutherford, Nova Jérsei.
Até 2 de agosto de 2025, houve 32 reinados entre 24 equipes compostas por 36 campeãs individuais e duas ocasiões em que o título ficou vago. Como equipe, Liv Morgan e Raquel Rodriguez têm o maior número de reinados com quatro, enquanto individualmente, Rodriguez possui o maior número de reinados, com cinco. Como equipe, o primeiro reinado das Kabuki Warriors (Asuka e Kairi Sane) é o mais longo, com 171 ou 172 dias (180 dias reconhecidos pela WWE devido ao atraso nas transmissões). Já a equipe de Becky Lynch e Lyra Valkyria tem o reinado mais curto, com 1 dia. Como equipe, as Kabuki Warriors têm o reinado combinado mais longo, com 270 dias, enquanto individualmente, Asuka possui o reinado combinado mais longo, com 317 dias. Lita é a campeã mais velha, conquistando o título aos 47 anos, enquanto Roxanne Perez é a mais jovem, tendo vencido o título aos 23 anos.

## Reinados
| No.         | Ordem de reinados na história                         |
| Reinado     | O número de reinados de cada lutadora                 |
| Dias        | Número de dias retidos                                |
| Dias recon. | Número de dias retidos reconhecidos pela promoção     |
| †           | Mudança de campeonato não é reconhecida pela promoção |
| <1          | O reinado durou menos de um dia                       |
| +           | Indica o reinado atual.                               |

| No.                       | Campeãs                                            | Mudança de Campeonato                                                           | Mudança de Campeonato                                        | Mudança de Campeonato                                             | Estatísticas do Reinado                               | Estatísticas do Reinado                    | Estatísticas do Reinado | Notas | Ref.                 |
| No.                       | Campeãs                                            | Data                                                                            | Evento                                                       | Localização                                                       | Reinado                                               | Dias                                       | Dias recon.             | Notas | Ref.                 |
| ------------------------- | -------------------------------------------------- | ------------------------------------------------------------------------------- | ------------------------------------------------------------ | ----------------------------------------------------------------- | ----------------------------------------------------- | ------------------------------------------ | ----------------------- | --- | -------------------- |
| WWE: Raw, SmackDown e NXT |                                                    |                                                                                 |                                                              |                                                                   |                                                       |                                            |                         | |                      |
| 1                         | The Boss 'n' Hug Connection (Bayley e Sasha Banks) | 17 de fevereiro de 2019                                                         | Elimination Chamber                                          | Houston, TX                                                       | 1                                                     | 49                                         | 49                      | Esta foi uma luta Elimination Chamber de duplas para determinar as campeãs inaugurais, envolvendo também as equipes de Nia Jax e Tamina, The Riott Squad (Liv Morgan e Sarah Logan), Mandy Rose e Sonya Deville, The IIconics (Billie Kay e Peyton Royce), e Carmella e Naomi. The Boss 'n' Hug Connection foi a última equipe a eliminar Rose e Deville, tornando-se as campeãs inaugurais.                                                                                        | [ 1 ]                |
| 2                         | The IIconics (Billie Kay e Peyton Royce)           | 7 de abril de 2019                                                              | WrestleMania 35                                              | East Rutherford, NJ                                               | 1                                                     | 120                                        | 120                     | Esta foi uma luta fatal four-way de duplas, que também envolveu as equipes de Nia Jax e Tamina e as Divas of Doom (Beth Phoenix e Natalya). | [ 2 ]                |
| 3                         | Alexa Bliss e Nikki Cross                          | 5 de agosto de 2019                                                             | Raw                                                          | Pittsburgh, PA                                                    | 1                                                     | 62                                         | 61                      | Esta foi uma luta de eliminação fatal four-way de duplas, que também envolveu as equipes de Mandy Rose e Sonya Deville e The Kabuki Warriors (Asuka e Kairi Sane). Bliss foi a última a fazer o pin em Sane para conquistar o título. | [ 3 ]                |
| 4                         | The Kabuki Warriors (Asuka e Kairi Sane)           | 6 de outubro de 2019                                                            | Hell in a Cell                                               | Sacramento, CA                                                    | 1                                                     | 171 ou 172                                 | 180                     | A WWE reconhece que este reinado terminou em 4 de abril de 2020, quando a luta a seguir foi transmitida com atraso de transmissão. | [ 4 ]                |
| 5                         | Alexa Bliss e Nikki Cross                          | 25 ou 26 de março de 2020                                                       | WrestleMania 36 Parte 1                                      | Orlando, FL                                                       | 2                                                     | 61 ou 62                                   | 62                      | A WrestleMania foi gravada nos dias 25 e 26 de março, mas não se sabe em qual desses dias essa luta foi gravada. A WWE reconhece que este reinado começou em 4 de abril de 2020 e terminou em 5 de junho de 2020, quando as lutas foram transmitidas com atraso de transmissão. | [ 5 ]                |
| 6                         | Bayley e Sasha Banks                               | 26 de maio de 2020                                                              | SmackDown                                                    | Orlando, FL                                                       | 2                                                     | 96                                         | 85                      | Anteriormente conhecida como The Boss 'n' Hug Connection. A WWE reconhece que este reinado começou em 5 de junho de 2020, quando a luta foi transmitida com atraso de transmissão. | [ 6 ] [ 7 ] [ 8 ]    |
| 7                         | Nia Jax e Shayna Baszler                           | 30 de agosto de 2020                                                            | Payback                                                      | Orlando, FL                                                       | 1                                                     | 112                                        | 112                     | | [ 9 ]                |
| 8                         | Asuka e Charlotte Flair                            | 20 de dezembro de 2020                                                          | TLC: Tables, Ladders & Chairs                                | São Petersburgo, FL                                               | 1 (2, 1)                                              | 42                                         | 41                      | | [ 10 ]               |
| 9                         | Nia Jax e Shayna Baszler                           | 31 de janeiro de 2021                                                           | Royal Rumble Kickoff                                         | São Petersburgo, FL                                               | 2                                                     | 103                                        | 103                     | Com a criação do Campeonato de Duplas Femininas do NXT em 10 de março de 2021, o Campeonato Feminino de Duplas da WWE deixou de estar disponível para o NXT. | [ 11 ]               |
| WWE: Raw e SmackDown      |                                                    |                                                                                 |                                                              |                                                                   |                                                       |                                            |                         | |                      |
| 10                        | Natalya e Tamina                                   | 14 de maio de 2021                                                              | SmackDown                                                    | Tampa, FL                                                         | 1                                                     | 129                                        | 129                     | | [ 12 ]               |
| 11                        | Rhea Ripley e Nikki A.S.H.                         | 20 de setembro de 2021                                                          | Raw                                                          | Raleigh, NC                                                       | 1 (1, 3)                                              | 63                                         | 63                      | Nikki A.S.H. era anteriormente conhecida como Nikki Cross. | [ 13 ]               |
| 12                        | Queen Zelina e Carmella                            | 22 de novembro de 2021                                                          | Raw                                                          | Brooklyn, NY                                                      | 1                                                     | 132                                        | 131                     | | [ 14 ]               |
| 13                        | Sasha Banks e Naomi                                | 3 de abril de 2022                                                              | WrestleMania 38 Noite 2                                      | Arlington, TX                                                     | 1 (3, 1)                                              | 47                                         | 46                      | Esta foi uma luta fatal four-way de duplas, que também envolveu as equipes de Liv Morgan e Rhea Ripley e Natalya e Shayna Baszler. | [ 15 ]               |
| —                         | Vago                                               | 20 de maio de 2022                                                              | SmackDown                                                    | Grand Rapids, MI                                                  | —                                                     | —                                          | —                       | O título foi ficou vago após Sasha Banks e Naomi saírem legítima e inesperadamente de uma aparição programada no episódio do Raw em 16 de maio de 2022, devido a alegações de maus-tratos aos títulos e à divisão como um todo, o que levou à suspensão indefinida da dupla (ambas posteriormente deixaram a empresa). | [ 16 ]               |
| 14                        | Raquel Rodriguez e Aliyah                          | 29 de agosto de 2022                                                            | Raw                                                          | Pittsburgh, PA                                                    | 1                                                     | 14                                         | 13                      | Derrotaram Dakota Kai e Iyo Sky na final de um torneio de oito equipes para conquistar o campeonato vago. | [ 17 ]               |
| 15                        | Damage CTRL (Dakota Kai e Iyo Sky)                 | 12 de setembro de 2022                                                          | Raw                                                          | Portland, OR                                                      | 1                                                     | 49                                         | 48                      | | [ 18 ]               |
| 16                        | Alexa Bliss e Asuka                                | 31 de outubro de 2022                                                           | Raw                                                          | Dallas, TX                                                        | 1 (3, 3)                                              | 5                                          | 4                       | | [ 19 ]               |
| 17                        | Damage CTRL (Dakota Kai e Iyo Sky)                 | 5 de novembro de 2022                                                           | Crown Jewel                                                  | Riade, Arábia Saudita                                             | 2                                                     | 114                                        | 114                     | | [ 20 ]               |
| 18                        | Becky Lynch e Lita                                 | 27 de fevereiro de 2022                                                         | Raw                                                          | Grand Rapids, MI                                                  | 1                                                     | 42                                         | 41                      | Para a defesa do título que ocorreu no episódio de 10 de abril de 2023 do Raw, Trish Stratus substituiu a lesionada Lita, mas não foi reconhecida como campeã. | [ 21 ]               |
| 19                        | Liv Morgan e Raquel Rodriguez                      | 10 de abril de 2023                                                             | Raw                                                          | Seattle, WA                                                       | 1 (1, 2)                                              | 39                                         | 39                      | Trish Stratus substituiu Lita, que sofreu uma lesão (kayfabe) antes da luta; Stratus também foi a responsável por sofrer o pin. | [ 22 ]               |
| —                         | Vago                                               | 19 de maio de 2023                                                              | SmackDown                                                    | Colúmbia, SC                                                      | —                                                     | —                                          | —                       | Raquel Rodriguez e Liv Morgan foram forçadas a entregar o título depois que Morgan sofreu uma lesão legítima no ombro. | [ 23 ]               |
| 20                        | Ronda Rousey e Shayna Baszler                      | 29 de maio de 2023                                                              | Raw                                                          | Albany, NY                                                        | 1 (1, 3)                                              | 33                                         | 32                      | Derrotaram as equipes de Raquel Rodriguez e Shotzi, Damage CTRL (Bayley e Iyo Sky) e Sonya Deville e Chelsea Green em uma luta fatal four-way de duplas pelo título vago. No episódio de 23 de junho de 2023 do SmackDown, Ronda Rousey e Shayna Baszler derrotaram Alba Fyre e Isla Dawn para unificar o Campeonato de Duplas Femininas do NXT ao Campeonato de Duplas Femininas da WWE, tornando o título disponível para o NXT novamente.                                        | [ 24 ] [ 25 ]        |
| WWE: Raw, SmackDown e NXT |                                                    |                                                                                 |                                                              |                                                                   |                                                       |                                            |                         | |                      |
| 21                        | Liv Morgan e Raquel Rodriguez                      | 1 de julho de 2023                                                              | Money in the Bank                                            | Londres, Inglaterra                                               | 2 (2, 3)                                              | 16                                         | 16                      | | [ 26 ]               |
| 22                        | Chelsea Green e Sonya Deville/Piper Niven          | 17 de julho de 2023                                                             | Raw                                                          | Atlanta, GA (Green e Deville) Winnipeg, Canadá (Green e Niven)    | 1                                                     | 154                                        | 154                     | Green originalmente conquistou o título com Deville, no entanto, Deville sofreu uma lesão no ligamento cruzado anterior (LCA) e foi forçada a entregar sua parte do título. No episódio de 14 de agosto de 2023 do Raw, Niven se declarou como a nova parceira de campeonato de Green. A WWE reconhece isso como uma continuação do reinado de Green que começou com Deville. Deville é reconhecida como campeã por 28 dias, enquanto Niven é reconhecida como campeã por 126 dias. | [ 27 ] [ 28 ]        |
| 23                        | Katana Chance e Kayden Carter                      | 18 de dezembro de 2023                                                          | Raw                                                          | Des Moines, IA                                                    | 1                                                     | 39                                         | 38                      | | [ 29 ]               |
| 24                        | The Kabuki Warriors (Asuka e Kairi Sane            | 26 de janeiro de 2024                                                           | SmackDown                                                    | Miami, FL                                                         | 2 (4, 2)                                              | 99                                         | 98                      | | [ 30 ]               |
| 25                        | Bianca Belair e Jade Cargill                       | 4 de maio de 2024                                                               | Backlash France                                              | Décines-Charpieu, França                                          | 1                                                     | 42                                         | 42                      | | [ 31 ]               |
| 26                        | The Unholy Union (Alba Fyre e Isla Dawn)           | 15 de junho de 2024                                                             | Clash at the Castle: Scotland                                | Glasgow, Escócia                                                  | 1                                                     | 77                                         | 76                      | Esta foi uma luta triple threat de duplas, que também envolveu a equipe de Shayna Baszler e Zoey Stark, que Fyre e Dawn conseguiram derrotar. | [ 32 ]               |
| 27                        | Bianca Belair e Jade Cargill/Naomi                 | 31 de agosto de 2024 (Belair e Cargill) 13 de dezembro de 2024 (Belair e Naomi) | Bash in Berlin (Belair e Cargill) SmackDown (Belair e Naomi) | Berlim, Alemanha (Belair e Cargill) Hartford, CT (Belair e Naomi) | 2 (2, 2) (Belair e Cargill) 1 (2, 2) (Belair e Naomi) | 104 (Belair e Cargill) 73 (Belair e Naomi) | 177                     | Belair e Cargill originalmente conquistaram o campeonato, mas após Cargill sofrer uma lesão, Belair teve permissão para escolher Naomi como sua nova parceira no episódio do SmackDown de 20 de dezembro de 2024 (gravado em 13 de dezembro); a WWE reconhece isso como um único reinado ininterrupto. | [ 33 ] [ 34 ] [ 35 ] |
| 28                        | Liv Morgan e Raquel Rodriguez                      | 24 de fevereiro de 2025                                                         | Raw                                                          | Cincinnati, OH                                                    | 3 (3, 4)                                              | 55                                         | 54                      | Conquistaram o título representando o The Judgment Day. | [ 36 ]               |
| 29                        | Becky Lynch e Lyra Valkyria                        | 20 de abril de 2025                                                             | WrestleMania 41 Noite 2                                      | Paradise, NV                                                      | 1 (2, 1)                                              | 1                                          | 1                       | Valkyria originalmente venceu uma luta gauntlet em duplas com Bayley por uma luta pelo título na WrestleMania, mas antes da Noite 1 do evento, Bayley foi "lesionada" (kayfabe) e substituída por Lynch. | [ 37 ]               |
| 30                        | Liv Morgan e Raquel Rodriguez                      | 21 de abril de 2025                                                             | Raw                                                          | Paradise, NV                                                      | 4 (4, 5)                                              | 70                                         | 69                      | Conquistaram o título representando o The Judgment Day. | [ 38 ]               |
| 31                        | Raquel Rodriguez e Roxanne Perez                   | 30 de junho de 2025                                                             | Raw                                                          | Pittsburgh, PA                                                    | 1 (6, 1)                                              | 33                                         | 33                      | Devido a uma lesão legítima sofrida pela parceira anterior de Rodriguez, Liv Morgan, Perez foi escolhida como a nova parceira de Rodriguez; a WWE reconhece isso como um reinado separado. | [ 39 ]               |
| 32                        | Alexa Bliss e Charlotte Flair                      | 2 de agosto de 2025                                                             | SummerSlam Noite 1                                           | East Rutherford, NJ                                               | 1 (4, 2)                                              | 0+                                         | 0+                      | | [ 40 ]               |

## Lista de reinados combinados
Em 2 de agosto de 2025.
| † | Indica as atuais campeãs.                                                                                                   |
| ¤ | A duração exata de pelo menos um dos reinados do título é incerto; a duração combinada dos reinados pode não estar correta. |

### Por dupla
| Pos. | Dupla                                     | Nº de reinados | Dias combinados | Dias combinados rec. pela WWE |
| ---- | ----------------------------------------- | -------------- | --------------- | ----------------------------- |
| 1    | The Kabuki Warriors (Asuka e Kairi Sane)  | 2              | ¤270            | 278                           |
| 2    | Bianca Belair e Jade Cargill/Naomi        | 2              | 219             | 219                           |
| 3    | Nia Jax e Shayna Baszler                  | 2              | 215             | 215                           |
| 4    | Liv Morgan e Raquel Rodriguez             | 4              | 180             | 178                           |
| 5    | Damage CTRL (Dakota Kai e Iyo Sky)        | 2              | 163             | 162                           |
| 6    | Chelsea Green e Sonya Deville/Piper Niven | 1              | 154             | 154                           |
| 7    | Bayley e Sasha Banks                      | 2              | 145             | 134                           |
| 8    | Queen Zelina e Carmella                   | 1              | 132             | 131                           |
| 9    | Natalya e Tamina                          | 1              | 129             | 129                           |
| 10   | Alexa Bliss e Nikki Cross                 | 2              | ¤123            | 123                           |
| 11   | The IIconics (Billie Kay e Peyton Royce)  | 1              | 120             | 120                           |
| 12   | The Unholy Union (Alba Fyre e Isla Dawn)  | 1              | 77              | 76                            |
| 13   | Rhea Ripley e Nikki A.S.H.                | 1              | 63              | 63                            |
| 14   | Sasha Banks e Naomi                       | 1              | 47              | 46                            |
| 15   | Asuka e Charlotte Flair                   | 1              | 42              | 41                            |
| 15   | Becky Lynch e Lita                        | 1              | 42              | 41                            |
| 17   | Katana Chance e Kayden Carter             | 1              | 39              | 38                            |
| 18   | Raquel Rodriguez e Roxanne Perez          | 1              | 33              | 33                            |
| 19   | Ronda Rousey e Shayna Baszler             | 1              | 33              | 32                            |
| 20   | Raquel Rodriguez e Aliyah                 | 1              | 14              | 13                            |
| 21   | Alexa Bliss e Asuka                       | 1              | 5               | 4                             |
| 22   | Alexa Bliss e Charlotte Flair †           | 1              | 0+              | 0+                            |
| 23   | Becky Lynch e Lyra Valkyria               | 1              | 1               | 1                             |

### Por lutadora

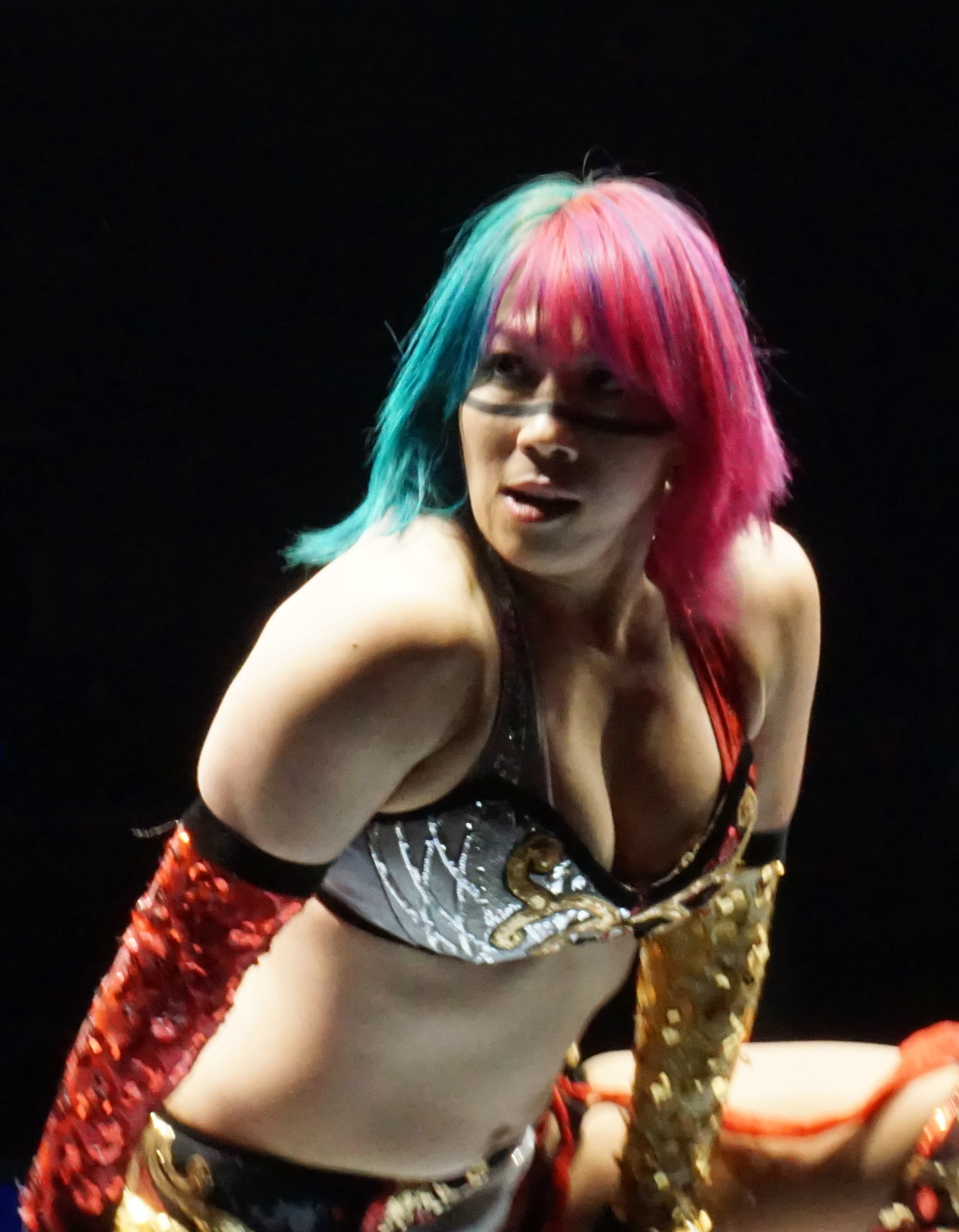
Individualmente, Asuka tem o maior número de reinados, com quatro, e é a campeã com o reinado combinado mais longo, com 317 dias (323 dias reconhecidos pela WWE).

| Pos. | Lutadora          | Nº de reinados | Dias combinados | Dias combinados rec. pela WWE |
| ---- | ----------------- | -------------- | --------------- | ----------------------------- |
| 1    | Asuka             | 4              | ¤317            | 323                           |
| 2    | Kairi Sane        | 2              | ¤270            | 278                           |
| 3    | Shayna Baszler    | 3              | 248             | 247                           |
| 4    | Raquel Rodriguez  | 5              | 227             | 224                           |
| 5    | Bianca Belair     | 2              | 219             | 219                           |
| 6    | Nia Jax           | 2              | 215             | 215                           |
| 7    | Sasha Banks       | 3              | 192             | 180                           |
| 8    | Nikki Cross       | 3              | ¤186            | 186                           |
| 9    | Liv Morgan        | 4              | 180             | 178                           |
| 10   | Dakota Kai        | 2              | 163             | 162                           |
| 10   | Iyo Sky           | 2              | 163             | 162                           |
| 12   | Chelsea Green     | 1              | 154             | 154                           |
| 13   | Jade Cargill      | 2              | 146             | 153                           |
| 14   | Bayley            | 2              | 145             | 134                           |
| 15   | Carmella          | 1              | 132             | 131                           |
| 15   | Queen Zelina      | 1              | 132             | 131                           |
| 17   | Natalya           | 1              | 129             | 129                           |
| 17   | Tamina            | 1              | 129             | 129                           |
| 19   | Alexa Bliss †     | 4              | ¤128            | 127                           |
| 20   | Piper Niven       | 1              | 126             | 126                           |
| 21   | Billie Kay        | 1              | 120             | 120                           |
| 21   | Peyton Royce      | 1              | 120             | 120                           |
| 21   | Naomi             | 2              | 120             | 112                           |
| 24   | Alba Fyre         | 1              | 77              | 76                            |
| 24   | Isla Dawn         | 1              | 77              | 76                            |
| 26   | Rhea Ripley       | 1              | 63              | 63                            |
| 27   | Becky Lynch       | 2              | 43              | 41                            |
| 28   | Charlotte Flair † | 2              | 33              | 41                            |
| 28   | Lita              | 1              | 42              | 41                            |
| 30   | Katana Chance     | 1              | 39              | 38                            |
| 30   | Kayden Carter     | 1              | 39              | 38                            |
| 32   | Roxanne Perez     | 1              | 33              | 33                            |
| 33   | Ronda Rousey      | 1              | 33              | 32                            |
| 34   | Sonya Deville     | 1              | 28              | 28                            |
| 35   | Aliyah            | 1              | 14              | 13                            |
| 36   | Lyra Valkyria     | 1              | 1               | 1                             |